# Große Lonau
Die Große Lonau ist der linke Quellfluss der Lonau in Niedersachsen.

## Verlauf
Sie entspringt auf 730 m Höhe in der Nähe der Hanskühnenburg am Höhenzug Auf dem Acker.  Danach fließt sie meistens in südsüdwestliche Richtung nach Lonau, wo sie mit der Kleinen Lonau zur Lonau zusammenfließt. Die Große Lonau ist mit 6 km Länge 1,8 km länger als die Kleine Lonau.